# Rohit Saggi
Rohit Saggi (Vindafjord, 31 gennaio 1991) è un arbitro di calcio norvegese.

## Carriera
Dopo essere stato arbitro di bandy per tre anni, decide di intraprendere la carriera arbitrale nel calcio, iniziando nel 2008, anno in cui dirige la finale di Norway Cup. Dopo aver trascorso alcuni anni nelle serie minori norvegesi, il 16 ottobre 2016 esordisce in Eliteserien, la massima divisione nazionale, dirigendo Start-Tromsø. Dalla stagione 2017-2018, inoltre, diventa un arbitro internazione, venendo inserito tra le liste di UEFA e FIFA. L'11 luglio del 2018 esordisce da internazionale, dirigendo Urartu-Sarajevo, gara della fase di qualificazione della UEFA Europa League 2018-2019. Esordisce invece in un incontro tra nazionali maggiori il 21 marzo 2018, quando cui dirige Liechtenstein-Andorra, terminata 0-1.
In ambito nazionale, il 1º maggio 2022 dirige la finale di Norgesmesterskapet 2021-2022 Bodø/Glimt-Molde, vinta 1-0 dagli ospiti. Il 6 dicembre 2023, invece, dirige lo spareggio retrocessione della Eliteserien 2023, Vålerenga-Kristiansund BK, terminata 2-0.